# Adrien Albert (auteur)
Pour les articles homonymes, voir Adrien Albert et Albert.
Adrien Albert, né en 1977 à Nantes, est un auteur et illustrateur français de littérature jeunesse.

## Biographie
Adrien Albert étudie le droit, puis est diplômé des Beaux-Arts d'Angers, l'ESBA. « Il y étudie le dessin, la peinture, la gravure et la vidéo. »
Il s'installe ensuite à Paris, « puis devient dessinateur de presse pour le magazine Terra Economica ».
Il publie son premier ouvrage jeunesse Seigneur Lapin en 2008, un album illustré sans texte.
Selon Le Soir en 2022 : « Adrien Albert est aux livres pour enfants ce que David Bowie était à la musique, une liberté folle au service d’un art psychédélique et tendre à la fois ».
En 2024 est publié son album jeunesse Chocotrain, qu'il écrit et illustre. Pour Télérama :  « cet album désopilant explore le champ sans limite du dévouement de deux mères-grand, pour contenter un même petit-enfant ».

## Œuvres

### Auteur et illustrateur
- Seigneur Lapin, L’École des loisirs, 2008
- Zélie et les Gazzi, L’École des loisirs, 2010
- Cousa, L’École des loisirs, 2010
- Simon sur les rails, L’École des loisirs, 2012
- Au feu Petit Pierre, L’École des loisirs, 2014
- Papa sur la lune, L’École des loisirs, 2015
- Train fantôme, L’École des loisirs, 2015
- Henri est en retard, L’École des loisirs, 2016
- Claude et Morino 1[5], L’École des loisirs, 2018
- L’Antarctique de Simon, L’École des loisirs, 2018
- Claude et Morino 2 – Joyeux anniversaire ![6] , L’École des loisirs, 2019[7]
- Notre Boucle d'or, L’École des loisirs, 2020
- Chantier Chouchou Debout[8], L’École des loisirs, 2022
- Chocotrain[4], L'École des loisirs, 2024

### Illustrateur
- Jeanne Taboni Misérazzi, Le Roi du château, L’École des loisirs, 2012
- Olivier Rolin, Le Roi des taupes[9], L’École des loisirs, 2012
- Claire Fercak, Les Aventures de Louga de l’autre côté du Monde, L’École des loisirs, 2012
- Chantal Wibaux, Des amis à chaque étage, L’École des loisirs, 2013
- Guus Kuijer, Pauline ou la vraie vie, L’École des loisirs, 2013
- Christian Oster, Le Principal problème du prince Prudent, L’École des loisirs, 2014
- Béatrice Fontanel, Rébellion chez les poules, L’École des loisirs, 2017

## Prix et distinctions
- 2018 : Prix Bernard Versele[10] catégorie 1 Chouette, pour Train fantôme
- 2020 : Prix Bernard Versele[10] catégorie 3 Chouettes, pour Claude et Morino
- 2021 : Prix Libbylit[11] (décerné par l'IBBY) pour Notre Boucle d'Or